# 加藤廉
加藤 廉（かとう れん、1999年1月12日 - ）は、静岡県島田市出身の元プロ野球選手（内野手）。右投左打。NPBでは育成選手であった。

## 経歴

### プロ入り前
小学2年から五和クラブで野球を始め、島田市立金谷中学校時代は小笠浜岡シニアに所属。
静岡県立島田工業高校では高校通算10本塁打。東海大学海洋学部では1年からリーグ戦に出場し、3年春には本塁打王を獲得。18季ぶりのリーグ優勝に貢献した。4年時は主将も務めた。
2020年10月26日に行われたドラフト会議において、読売ジャイアンツから育成ドラフト12位で指名を受けた。この年のドラフト会議の全体での最終指名（123番目）の選手となった。11月18日に支度金300万円、年俸400万円で仮契約。背番号は001。担当スカウトは青木高広。

### 巨人時代
2024年9月30日、戦力外通告を受けた。

### 巨人退団後
巨人退団後の翌2025年からは、兵庫県に拠点を置く社会人野球チーム・YBSホールディングスに入団し、会社員として勤務を行ないながら野球も続ける。

## 選手としての特徴
50メートル走5秒9、遠投115メートルの俊足強肩の遊撃手。大学時代は外野や三塁を守ることもあった。

## 詳細情報

### 年度別打撃成績
- 一軍公式戦出場なし

### 背番号
- 001（2021年 - 2024年）